# Heinrich Angst
Heinrich „Heiri” Angst  (ur. 29 sierpnia 1915, zm. 9 września 1989) – szwajcarski bobsleista. Złoty medalista olimpijski z Cortina d’Ampezzo.
Dwa razy brał udział w igrzyskach (IO 48, IO 56). W 1956 zwyciężył w czwórkach, w osadzie prowadzonej przez Franza Kapusa. Był medalistą mistrzostw świata, w 1954 i 1955 został mistrzem świata w czwórkach.
Medalistą olimpijskim był także jego brat Max.